# Moosmühle (Naturschutzgebiet)
Das Gebiet Moosmühle ist ein vom Regierungspräsidium Tübingen am 4. Februar 1991 durch Verordnung ausgewiesenes Naturschutzgebiet auf dem Gebiet der Stadt Leutkirch im Allgäu im baden-württembergischen Landkreis Ravensburg.

## Lage
Das Naturschutzgebiet Moosmühle liegt am Stadtweiher, östlich des Stadtzentrums von Leutkirch. Das Gebiet gehört zum Naturraum Riß-Aitrach-Platten und gehört teilweise zum FFH-Gebiet Aitrach, Ach und Dürrenbach.

## Schutzzweck
Der Schutzzweck ist laut Verordnung „die Erhaltung und die Pflege des Naturschutzgebiets »Moosmühle« als Stillgewässer und das daran angrenzende Feuchtgebietsmosaik mit Verlandungszone, Kalkflachmoor, Bachläufen, Gräben, Feucht‑ und Streuwiesen sowie insbesondere feuchtgründigen Waldbiotopen von teilweise hohem Natürlichkeitsgrad. Der Schutzzweck umfaßt die Erhaltung des Naturschutzgebietes als Lebensraum heimischer, amphibischer und terrestrischer Lebensgemeinschaften mit ihren charakteristischen und teilweise gefährdeten Tier‑ und Pflanzenarten, die Erhaltung als Rastbiotop im Vogelzug für zahlreiche, zum Teil vom Aussterben bedrohte Vogelarten und damit als wichtigem »Trittsteinbiotop« im Verbund oberschwäbischer Feuchtgebiete und [sowie] die Beseitigung von ökologisch schädlichen Veränderungen und Eingriffen der Vergangenheit, insbesondere auch hinsichtlich der Förderung naturnaher Waldgesellschaften sowie der Begrenzung des anthropogenen Nährstoffeintrages in den Weiher.“

## Landschaftscharakter
Das Naturschutzgebiet umfasst die östliche Hälfte des Stadtweihers, die daran angrenzenden Waldbereiche und die entlang der Bäche Floschen, Neumühlebach und Riedles Mühlbach ausgebildeten Feuchtbiotopkomplexe. Neben dem Stadtweiher liegt der Vogelweiher, ein in den 1960er Jahren künstlich angelegter Teich.